# یورونکست لیسبون
یورونکست لیسبون (انگلیسی: Euronext Lisbon) بازار بورس اوراق بهادار پرتغال است، که در سال ۱۷۶۹ تأسیس شد. امروزه سهام ۵۳ شرکت در بورس لیسبون دادوستد می‌شود و از زیرمجموعه‌های بورس یورونکست به‌شمار می‌آید. محل مرکزی بازار بورس لیسبون در شهر لیسبون، پرتغال مستقر می‌باشد.